# Ђула Катона (гимнастичар)
Ђула Катона (мађ. Katona Gyula (Krausz Gyula)) је био мађарски гимнастичар.
Катона је био члан Националног гимнастичког друштва (Nemzeti Torna Egylet) и као њен члан Катона је свој најбољи резултат постигао је 1901. године када је освојио турнир III. Будимпештанског округа, који је у то време био најпрестижнији гимнастички митинг у Мађарској.
Ђула Катона се такмичио у гимнастици на Олимпијским играма у Паризу 1900. године. Због повреде није могао да заврши такмичење.